# Montán (Samos)
Montán (llamada oficialmente Santa María de Montán) es una parroquia y una aldea española del municipio de Samos, en la provincia de Lugo, Galicia.

## Organización territorial
La parroquia está formada por una entidad de población:
- Montán

## Demografía
Gráfica demográfica de la aldea y parroquia de Montán según el INE español:
| Gráfica de evolución demográfica de Montán entre 2000 y 2021 |
|                                                              |
| Datos según el nomenclátor publicado por el INE.             |